# Krupin (Wieliczki)
Krupin (deutsch Krupinnen) ist ein Dorf in der polnischen Woiwodschaft Ermland-Masuren, das zur Landgemeinde Wieliczki (Wielitzken, 1938 bis 1945 Wallenrode) im Powiat Olecki (Kreis Oletzki, 1933 bis 1945 Kreis Treuburg) gehört.

## Geographische Lage
Krupin liegt im Osten der Woiwodschaft Ermland-Masuren, fünf Kilometer östlich der Kreisstadt Olecko (Marggrabowa, umgangssprachlich auch Oletzko, 1928 bis 1945 Treuburg).

## Geschichte
Das kleine nach 1561 Die Markowitzen, nach 1871 Kruppinnen und bis 1945 Krupinnen genannte Dorf wurde im Jahre 1561 gegründet. 
Am 27. Mai 1874 wurde es Amtsdorf und damit namensgebend für einen Amtsbezirk, der bis 1945 bestand und zum Kreis Oletzko (1933 bis 1945: Kreis Treuburg) im Regierungsbezirk Gumbinnen der preußischen Provinz Ostpreußen gehörte. im gleichen Zeitraum war Krupinnen auch dem Standesamt Marggrabowa-Land zugeordnet.
422 Einwohner verzeichnete Krupinnen im Jahr 1910. 
Aufgrund der Bestimmungen des Versailler Vertrags stimmte die Bevölkerung im Abstimmungsgebiet Allenstein, zu dem Krupinnen gehörte, am 11. Juli 1920 über die weitere staatliche Zugehörigkeit zu Ostpreußen (und damit zu Deutschland) oder den Anschluss an Polen ab. In Krupinnen stimmten 342 Einwohner für den Verbleib bei Ostpreußen, auf Polen entfiel keine Stimme.
Am 30. September 1928 schloss sich die Landgemeinde Krupinnen mit der Landgemeinde Neu Retzken (polnisch Nowe Raczki) und dem Gutsbezirk Prostkergut (polnisch Imionki) zur neuen Landgemeinde Krupinnen zusammen. Sie zählte 1933 insgesamt 518 und 1939 noch 499 Einwohner.
In Kriegsfolge wurde Krupinnen 1945 mit dem gesamten südlichen Ostpreußen an Polen überstellt und trägt seither die polnische Namensform „Krupin“. Das Dorf ist Sitz eines Schulzenamtes (polnisch sołectwo) und somit eine Ortschaft im Verbund der Landgemeinde Wieliczki (Wielitzken, 1938 bis 1945 Wallenrode) im Powiat Olecki (Kreis Oletzko, 1933 bis 1945 Kreis Treuburg), bis 1998 der Woiwodschaft Suwałki, seither der Woiwodschaft Ermland-Masuren zugehörig.

### Amtsbezirk Krupinnen (1874–1945)
Zwischen 1874 und 1945 bildeten acht Dörfer den Amtsbezirk Krupinnen. Am Ende waren es aufgrund struktureller Veränderungen noch fünf:
| Name                          | Änderungsname 1938 bis 1945 | Polnischer Name | Bemerkungen                          |
| ----------------------------- | --------------------------- | --------------- | ------------------------------------ |
| Groß Retzken                  |                             | Raczki Wielkie  |                                      |
| Klein Retzken                 |                             | Raczki Małe     | 1928 nach Groß Retzken eingegliedert |
| Krupinnen                     |                             | Krupin          |                                      |
| Moosznen 1936–1938: Mooschnen | Moschnen                    | Możne           |                                      |
| Neu Retzken                   |                             | Nowe Raczki     | ab 1928 zu Krupinnen zugehörig       |
| Prostkergut                   |                             | Imionki         | ab 1928 zu Krupinnen zugehörig       |
| Przytullen                    | Siebenbergen                | Przytuły        |                                      |
| Sczeczinken                   | (ab 1916:) Eichhorn         | Szczecinki      |                                      |

Am 1. Januar 1945 bildeten den Amtsbezirk Krupinnen noch die Dörfer: Eichhorn, Groß Retzken, Krupinnen, Moschnen und Siebenbergen.

## Religionen
Krupinnen war bis 1945 in die evangelische Kirche Marggrabowa in der Kirchenprovinz Ostpreußen der Kirche der Altpreußischen Union und in  die katholische Pfarrkirche der Kreisstadt, damals im Bistum Ermland gelegen, eingepfarrt.
Die katholischen Kirchenglieder Krupins gehören jetzt zur St.-Maximilian-Kolbe-Kirche, die in ihrem Ort als Filialkirche der Pfarrei Szczecinki (Sczeczinken, 1916 bis 1945 Eichhorn) errichtet wurde und dem Bistum Ełk (deutsch Lyck) der Römisch-katholischen Kirche in Polen zugeordnet ist. Die evangelischen Einwohner orientieren sich zu den Kirchen in Ełk bzw. Gołdap, beide zur Diözese Masuren der Evangelisch-Augsburgischen Kirche in Polen zugehörig.

## Verkehr
Krupin ist von der Woiwodschaftsstraße DW 655 über Wieliczki (Wielitzken) und Markowskie (Markowsken, 1938 bis 1945 Markau) sowie von der Woiwodschaftsstraße DW 653 (zwischen 1939 und 1944 die deutsche Reichsstraße 127) über Szczecinki (Sczeczinken, 1916 bis 1945 Eichhorn) zu erreichen. Außerdem führt eine Nebenstraße von der Kreisstadt Olecko über Imionki (Prostkergut) direkt nach Krupin. 